# James Gholson
James Herbert Gholson (* 1798 in Gholsonville, Brunswick County, Virginia; † 2. Juli 1848 im Brunswick County, Virginia) war ein US-amerikanischer Politiker. Zwischen 1833 und 1835 vertrat er den Bundesstaat Virginia im US-Repräsentantenhaus.

## Werdegang
James Gholson erhielt eine gute Schulausbildung und studierte bis 1820 am Princeton College. Nach einem anschließenden Jurastudium und seiner Zulassung als Rechtsanwalt begann er in Percivals in diesem Beruf zu arbeiten. Gleichzeitig schlug er eine politische Laufbahn ein. Er wurde Ende der 1820er Jahre Mitglied der National Republican Party, die in Opposition zur Demokratischen Partei von Andrew Jackson stand. Zwischen 1824 und 1828 sowie nochmals von 1830 bis 1833 saß er im Abgeordnetenhaus von Virginia.
Bei den Kongresswahlen des Jahres 1932 wurde Gholson im vierten Wahlbezirk von Virginia in das US-Repräsentantenhaus in Washington, D.C. gewählt, wo er am 4. März 1833 die Nachfolge von Mark Alexander antrat. Bis zum 3. März 1835 konnte er eine Legislaturperiode im Kongress absolvieren. Seit dem Amtsantritt von Präsident Jackson im Jahr 1829 wurde innerhalb und außerhalb des Kongresses heftig über dessen Politik diskutiert. Dabei ging es um die umstrittene Durchsetzung des Indian Removal Act, den Konflikt mit dem Staat South Carolina, der in der Nullifikationskrise gipfelte, und die Bankenpolitik des Präsidenten.
Nach dem Ende seiner Zeit im US-Repräsentantenhaus fungierte James Gholson als Richter im Brunswick County. Er starb am 2. Juli 1848.